# أغاني حب سخيفة (أغنية)

أغاني حب سخيفة (بالإنجليزية: Silly Love Songs)‏ أغنية كتبها بول مكارتني وليندا مكارتني وأداء فريق وينجز Wings. ظهرت الأغنية في ألبوم عام 1976 «أجنحة في سرعة الصوت Wings at the Speed of Sound»، تم إصدارها أيضًا كأغنية فردية في عام 1976، كُتبت الأغنية ردًا على جون لينون ونقاد الموسيقى الذين يتهمون مكارتني بكتابة «أغاني حب سخيفة» و«هراء عاطفي»، كما تتميز بشكل الديسكو. كانت الأغنية هي الأغنية السابعة والعشرين لمكارتني التي تصعد إلى المركز الأول، وبهذا يصبح كاتب الأغاني الأول الذي يحقق هذا الإنجاز، أيضًا هو الأول من بين كتاب الأغاني الذي احتلت إثنتان من أعماله في آخر العام قمة أفضل الأغاني: «أريد أن أمسك يدك I Want to Hold Your Hand» مع فريق البيتلز عام 1964  و«هاي جود» عام 1968.

## خلفية الأغنية
كتب مكارتني "أغاني الحب السخيفة" كدحض لنقاد الموسيقى (وكذلك جون لينون) الذين انتقدوا مكارتني لكتابته أغاني حب من الوزن الخفيف. يعتقد المؤلف تيم رايلي: "أن مكارتني في الأغنية، يدعو جمهوره ليضحكوا عليه، كما فعل إلفيس بريسلي أحيانًا". يرد مكارتني: "على مر السنين قال الناس: "إنه يغني أغاني الحب، إنه يكتب الأغاني المحببة، إنه متقلب جدًا في بعض الأحيان." أقول، حسنًا، أعرف ما يقصدون، لكن الناس يغنون أغاني الحب إلى الأبد. أنا أحبهم، وأشخاص آخرين مثلهم، وهناك الكثير من الأشخاص الذين أحبهم، وأنا محظوظ بما يكفي لإمتلاك ذلك في حياتي. لذا كانت الفكرة أن أقول "أنت" قد تسميهم سخيفين، لكن ما الخطأ في ذلك؟"، "كانت الأغنية، بطريقة ما، للرد على الأشخاص الذين إتهموني بأنني عاطفي ابله، المردود الجميل الآن هو أن الكثير من الأشخاص الذين قابلتهم وهم يتقدموا في السن حيث أنجبوا للتو طفلين وكبروا قليلاً، واستقروا، سيقولون لي، "أعتقدت أنك رصين حقًا لسنوات، لكنني فهمت الأمر الآن! أرى ما كنت تفعله".

## صدور الأغنية
صدرت أغنية «أغاني حب سخيفة» في الولايات المتحدة في 1 أبريل 1976  وقضت خمسة أسابيع غير متتالية في المركز الأول على قائمة البيلبورد هوت 100، كما كانت الأغنية رقم 1 على قائمة أفضل أغاني لعام 1976. كانت أيضًا الثانية على قائمة الاستماع السهل. تم اعتمادها الأغنية الذهبية من «جمعية صناعة التسجيلات الأمريكية» للمبيعات التي تزيد عن مليون نسخة. أدرجها البيلبورد كأفضل أغنية لبول مكارتني على الإطلاق في قائمة أفضل 100 أغنية. تم إصدار الأغنية في المملكة المتحدة في 30 أبريل 1976 وصعدت إلى المركز الثاني في المملكة المتحدة، وصعدت إلى الأول في أيرلندا في 27 مايو.
تلقت الأغنية عمومًا آراء إيجابية من نقاد الموسيقى، على الرغم من الانتقادات الشائعة للأغنية التي تفتقر إلى المضمون، وصف ستيفن توماس إيرلوين من «اوول ميوزك AllMusic»: "أغنية خفيفة الوزن لدرجة افتقارها إلى الجوهر."، كتب الناقد الموسيقي روبرت كريستجاو: «اللحن ساحر وخفيف الوزن»، بينما قال الناقد في رولينج ستون ستيفن هولدن: «أغاني الحب السخيفة كانت ردًا ذكيًا ولها وجهة نظر جيدًة». وصف جون بيرجستروم من «بوب ماترز PopMatters» الأغنية بأنها «قطعة نموذجية من إنتاج البوب في منتصف السبعينيات ومتعة خالصة».
تم إدراج الأغنية في عام 2008، في المرتبة 31 على قائمة البيلبورد «أفضل الأغاني على مدار الزمن» احتفالاً بالذكرى الخمسين للبيلبورد الهوت 100.

## طاقم العزف والتسجيل
فريق الوينجز
- بول مكارتني: غناء رئيسي وجيتار الباس
- ليندا مكارتني: غناء مساند وبيانو
- ديني لين: غناء مساند وإيقاع
- جو إنجليش: طبول

موسيقيون مساندون
- توني دورسي: ترومبون
- ثاديوس ريتشارد: ساكسفون
- ستيف هوارد: بوق[21]

## كلمات الأغنية
قد تعتقد أن الناس سيكتفون من أغاني الحب السخيفة You'd think that people would've had enough of silly love songs
أنظر حولي، وأرى أنه ليس كذلك I look around me, and I see it isn't so
يريد بعض الناس ملء العالم بأغاني الحب السخيفة Some people want to fill the world with silly love songs
وما الخطأ في ذلك؟ And what's wrong with that
أود أن أعرف، لأنني أعود هنا مرة أخرى I'd like to know, 'cause here I go again
انا احبك I love you
انا احبك I love you
لا أستطيع أن أشرح، الشعور واضح بالنسبة لي (أنا أحبك) (I can't explain, the feeling's plain to me (I love you
الآن الا يمكنك أن ترى؟ Now can't you see
آه، لقد أعطتني أكثر، أعطتني كل شيء (أنا أحبك) (Ah, she gave me more, she gave it all to me (I love you
الآن الا يمكنك أن ترى؟ Now can't you see
ما الخطأ في ذلك؟ What's wrong with that
أريد أن أعرف، لأنني هنا أعود مرة أخرى I need to know, 'cause here I go again
أنا أحبك I love you
أنا أحبك I love you
الحب لا يأتي في دقيقة Love doesn't come in a minute
في بعض الأحيان لا يأتي على الإطلاق Sometimes it doesn't come at all
أنا أعرف ذلك فقط عندما أكون فيه I only know that when I'm in it
إنه ليس سخيفًا، فالحب ليس سخيفًا، والحب ليس سخيفًا على الإطلاق It isn't silly, love isn't silly, love isn't silly at all
كيف أستطيع أن أخبرك عن حبيبتي؟ How can I tell you about my loved one
أنا أحبك I love you
أنا أحبك I love you

## وصلات خارجية
https://www.youtube.com/watch?v=wh15LOppcWQ أغاني حب سخيفة (أغنية)
https://www.youtube.com/watch?v=ZUP5yuJo2Bs أغاني حب سخيفة (أغنية)
https://www.the-paulmccartney-project.com/song/silly-love-songs/ أغاني حب سخيفة (أغنية)
https://www.paulmccartney.com/albums أغاني حب سخيفة (أغنية)